# Pričević
Pričević (cyr. Причевић) – wieś w Serbii, w okręgu kolubarskim, w mieście Valjevo. W 2011 roku liczyła 405 mieszkańców.